# Charles Houchin
Charles Houchin (Lake Forest (Illinois), Estados Unidos, 3 de noviembre de 1987) es un nadador estadounidense especializado en pruebas de estilo libre media distancia, donde consiguió ser campeón mundial en 2013 en los 4x200 metros.

## Carrera deportiva
Fue subcampeón del mundo de piscina corta en 2010 en la prueba de 4x200 metros libres.
En el Campeonato Mundial de Natación de 2013 celebrado en Barcelona ganó la medalla de oro en los relevos de 4x200 metros estilo libre, con un tiempo de 7:01.72 segundos, por delante de Rusia y China (bronce con 7:04.74 segundos).
Consiguió la medalla de oro olímpica en la prueba de 4x200 metros libres en los Juegos Olímpicos de Londres 2012 tras nadar las eliminatorias.